# 妖精ヴィッリ
『妖精ヴィッリ』（Le Villi）は、ジャコモ・プッチーニが作曲した最初のオペラである。原語表記は『ヴィッリ』であるが、日本では『妖精ヴィッリ』として定着している。現在は全曲が演奏されることはほとんどない。

## 概要
プッチーニは、1883年4月、楽譜出版社ソンゾーニョ社が主催する1幕物オペラのコンクール（ソンゾーニョ・コンクール）があることを知り、師であるポンキエッリの薦めもあってそれに応募し、同年にオペラ『妖精ヴィッリ』の作曲に着手した。しかし締め切りが同年12月31日であったため、プッチーニはオペラの楽譜を浄書することが出来ずそのまま送ったが、苦心の甲斐なく結果的に落選した。
しばらくして、プッチーニはポンキエッリの紹介でミラノのマルコ・サーラ邸で行われたパーティに出席し、この時『妖精ヴィッリ』の一部をピアノを弾きながら歌ったところ、偶然居合わせた作曲家アッリーゴ・ボーイトから称賛され、ボーイトの尽力によって1884年の5月31日に地元のテアトロ・ダル・ヴェルメの劇場で初演されることになった。初演はアキッレ・パニッザの指揮で行われ、大成功を収めたと伝えられている。プッチーニによれば、上演が終わると第1幕がアンコールされ、カーテン・コールは18回にも及んだという。
初演後、プッチーニは楽譜出版社リコルディ社と契約を結んだが、社長のジュリオ・リコルディは2幕版に改訂することをプッチーニに提案した。2幕版はこの年の10月に完成し、12月26日にトリノのテアトロ・レージョで初演された後成功し、そのひと月後の1885年の1月24日にミラノ・スカラ座でも上演が行われた。

## 原作と台本
- 原作はスラヴ地方の伝承物語『ウィリー』(アルフォンス・カール作)、ハイネの随筆集から
- 台本はフェルディナンド・フォンターナ

## 登場人物
- アンナ(ソプラノ) - グリエルモの娘
- ロベルト(テノール) - アンナの婚約者
- グリエルモ・ウルフ(バリトン) - アンナの父
- 語り手

## あらすじ
舞台はドイツ中西部の「黒い森」と呼ばれる小村
- 第1幕 春、森の中の広場

前奏曲に続いて、村ではグリエルモの娘アンナと村の若者ロベルトの婚約祝いのパーティが開かれ、人々は祝している。ロベルトはこのパーティが終えた後に、マインツに住んでいる亡くなった伯母の遺産を相続するために旅に出なければならないことになっている。グリエルモと村人が踊りながら立ち去ると舞台にはひとり残ったアンナが忘れな草の花束を手にし、ロベルトと共に行けない寂しさを歌いながら花束をロベルトの旅行鞄の中に入れ、その思いを託す。そこへロベルトが近づき、悲嘆に暮れるアンナを慰め、再び愛を誓う。村人のひとりが出発の時間を知らせに来る。晩鐘が鳴り、グリエルモはロベルトが安全に旅をすることが出来るよう神に祈りを捧げ、村人たちの見送りを受けてマインツへ旅立つロベルトであった。
ここで第2幕が始まる前に語り手が登場し、ロベルトがマインツで娼婦の虜となってしまい、アンナのことを忘れてしまったことが告げられる。舞台ではロベルトの帰りを待っていたアンナが亡くなり、紗幕を通してアンナの葬列が進んで行く。語り手は娼婦に捨てられたロベルトが今日村に戻ってくると語る。
- 第2幕 森の中の広場、夜

紗幕が上がると、父グリエルモが家から出てきて娘の死を悲しみ、「恨みが晴らされないはずがない」と、ロベルトへの復讐の気持ちをアリアで歌う。入れ替わってロベルトが現われ、ヴィッリたちの歌声を聞き恐れながらもアンナとの幸せだった日々を思い起こしながらアリアを歌い、深い後悔を見せる。グリエルモの家に着き扉を叩こうした時、ヴィッリたちの声が聞こえ、跪いたロベルトは祈ろうとする。そこへアンナの声が聞こえて姿を現す。ロベルトは「死んでいなかった！」と叫ぶが、アンナは「私は裏切られた女！」と言ってロベルトに近づく。アンナは「私はあなたを待ち続けたが、あなたは来なかった。あなたは私を死なせた」と言い、ロベルトは自分の犯した罪を悔いつつ許しを乞う。やがてロベルトの周りにはヴィッリたちが取り巻いて踊り始め、恐れを抱いたロベルトは逃げようとする。しかし踊りの群れに引き込まれてしまい、踊り続けさせられるロベルトは疲れ果て、アンナの足元に倒れてそのまま息絶える。そしてアンナの姿が消えると、ヴィッリや妖精たちは「ホザンナ！」と歌って劇的に幕を閉じる。

## その他
- ヴェルメの劇場で初演された際、オーケストラ・ピットに音楽院時代の友人ピエトロ・マスカーニがコントラバス奏者として入っていたが、マスカーニは初演の成功を目の当たりにして大きなショックを受けたと伝えられる。

- 『妖精ヴィッリ』の日本初演は1986年に藤原歌劇団によって行われた[1]。